# الوطن والحرية

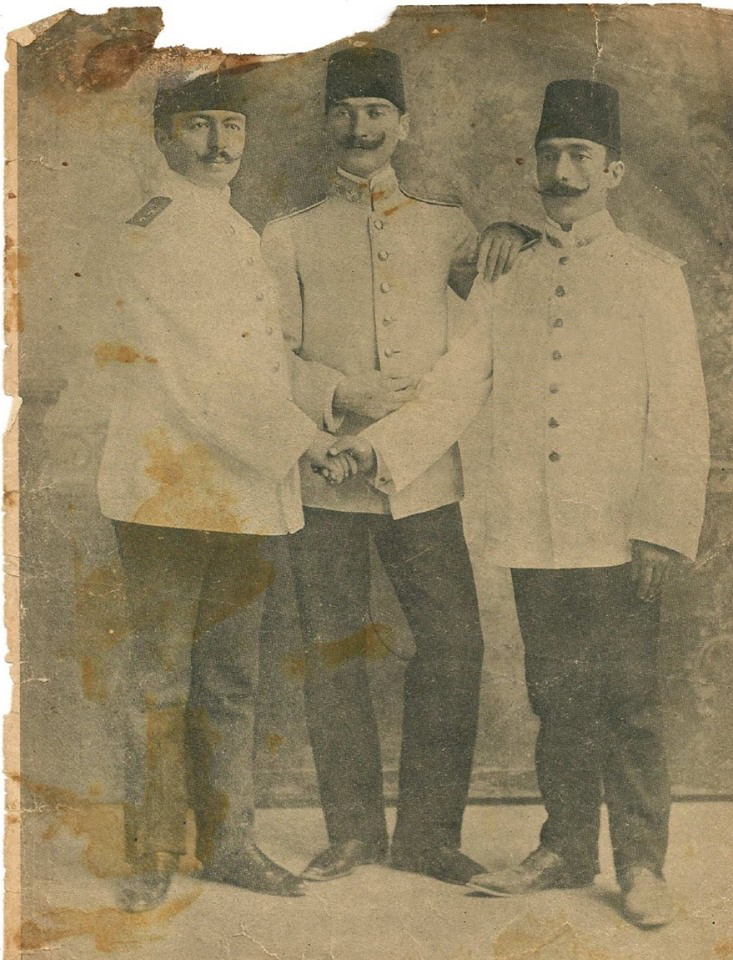
ضباط الجيش الخامس العثماني (مقر دمشق). من اليسار إلى اليمين: خليل، مصطفى كمال أتاتورك، ولطفي موفيت أوزديش. (بيروت، 15 تموز 1906).

الوطن والحرية (باللغة التركية: Vatan ve Hürriyet) كان مجتمعًا ثوريًّا صغيرًا وسريًّا من الضباط الإصلاحيين المعارضين للنظام الاستبدادي للسلطان العثماني عبد الحميد الثاني في أوائل القرن العشرين. بدأها مصطفى كانتكين أثناء وجوده في المنفى في سوريا. انضم مؤسس الجمهورية التركية المستقبلي، مصطفى كمال أتاتورك، إلى المجموعة عام 1905 كملازم شاب في الجيش العثماني بدمشق.